# Wanghua
Der Stadtbezirk Wanghua (chinesisch 望花区, Pinyin Wànghuā Qū) ist ein Stadtbezirk der bezirksfreien Stadt Fushun im Nordosten der Provinz Liaoning der Volksrepublik China. Der Stadtbezirk hat eine Fläche von 307,1 km² und 396.257 Einwohner (Stand: Zensus 2020).

## Administrative Gliederung
Auf Gemeindeebene setzt sich der Stadtbezirk aus elf Straßenvierteln und einer Großgemeinde zusammen. Diese sind:
- Straßenviertel Tiantun 田屯街道
- Straßenviertel Gongnong 工农街道
- Straßenviertel Jianshe 建设街道
- Straßenviertel Heping 和平街道
- Straßenviertel Guangming 光明街道
- Straßenviertel Putun 朴屯街道
- Straßenviertel Yanwu 演武街道
- Straßenviertel Wulaotun 五老屯街道
- Straßenviertel Guchengzi 古城子街道
- Straßenviertel Xinmin 新民街道
- Straßenviertel Lishi 李石街道

- Großgemeinde Tayu 塔峪镇